# Artemis Fowl: De Laatste Beschermer
Met Artemis Fowl: De Laatste Beschermer breit de Ierse schrijver Eoin Colfer een einde aan de achtdelige Artemis Fowl-reeks, die in 2001 startte met Artemis Fowl. De Engelse versie van Boek 8: De Laatste Beschermer verscheen in juli 2012 en op 21 november 2012 kwam het boek in het Nederlands uit.

## Korte inhoud
Het lijkt erop dat de problemen die ondertussen al jaren voortslepen, stilaan opgelost worden. Er is nog maar één losse, oncontroleerbare draad in het net van avonturen dat Artemis Fowl en zijn elfenvriendin Holly Short omringt. Dat is Opal Koboi.
In het zesde boek, Artemis Fowl en de Tijdparadox zagen we hoe er een Opal-kloon rondliep, dat die gevangen werd én dat de echte Opal Koboi kon ontsnappen. Die loopt tot nu toe op vrije voeten rond...
Wat bijna geen enkele elf nog weet, is dat de Fowl-familie al eeuwenlang de elfen hun geld afhandig probeert te maken - hoewel Arty de enige was die erin slaagde. Het feit dat de Fowls zo erg in elfen geloven, heeft te maken met het feit dat ze op een soort "elfenhotspot" zitten. Lang geleden werd er een vreselijke strijd uitgevochten tussen de elfen en de mensen, waarna de elfen zich terugtrokken naar het binnenste van de aarde. Maar hun dode kameraden zitten nog steeds aan de oppervlakte. Die "berserkers" liggen begraven onder Huize Fowl. En dat is de verklaring waarom Fowls steeds werden aangetrokken door elfen en al het magische.
Nu is Opal Koboi met een duivels plan gekomen: ze heeft de zielen van de dode elfenberserkers tot leven kunnen wekken. Ze hebben enkel nog lichamen nodig om zich in te manifesteren. En omdat Artemis in Haven bij de elfen in behandeling is tegen het Atlantiscomplex, wordt hij niet bezeten... maar wel zijn broers Beckett en Myles én Juliet, Butlers zus.
Het lijkt erop dat Artemis en Holly 24 uur de tijd hebben om Opal te stoppen en de zielen terug in de grond te krijgen, anders zou het weleens het einde van de wereld kunnen betekenen.
Wie zal, in deze maalstroom van plannen, als ultieme overwinnaar uit de bus komen? Artemis en Holly of Opal Koboi?